# Белоочилат бюлбюл
Белоочилат бюлбюл (Pycnonotus xanthopygos) е вид птица от семейство Pycnonotidae.

## Разпространение и местообитание
Разпространен е в Египет, Израел, Йордания, Ливан, Оман, Палестина, Саудитска Арабия, Сирия, Турция, Обединените арабски емирства и Йемен.